# Jakunówko
Jakunówko [jakuˈnufkɔ] (deutsch Jakunowken, 1938 bis 1945 Jakunen) ist ein Ort in der polnischen Woiwodschaft Ermland-Masuren, der zur Landgemeinde Pozezdrze (Possessern, 1938 bis 1945 Großgarten) im Powiat Węgorzewski (Kreis Angerburg) gehört.

## Geographische Lage

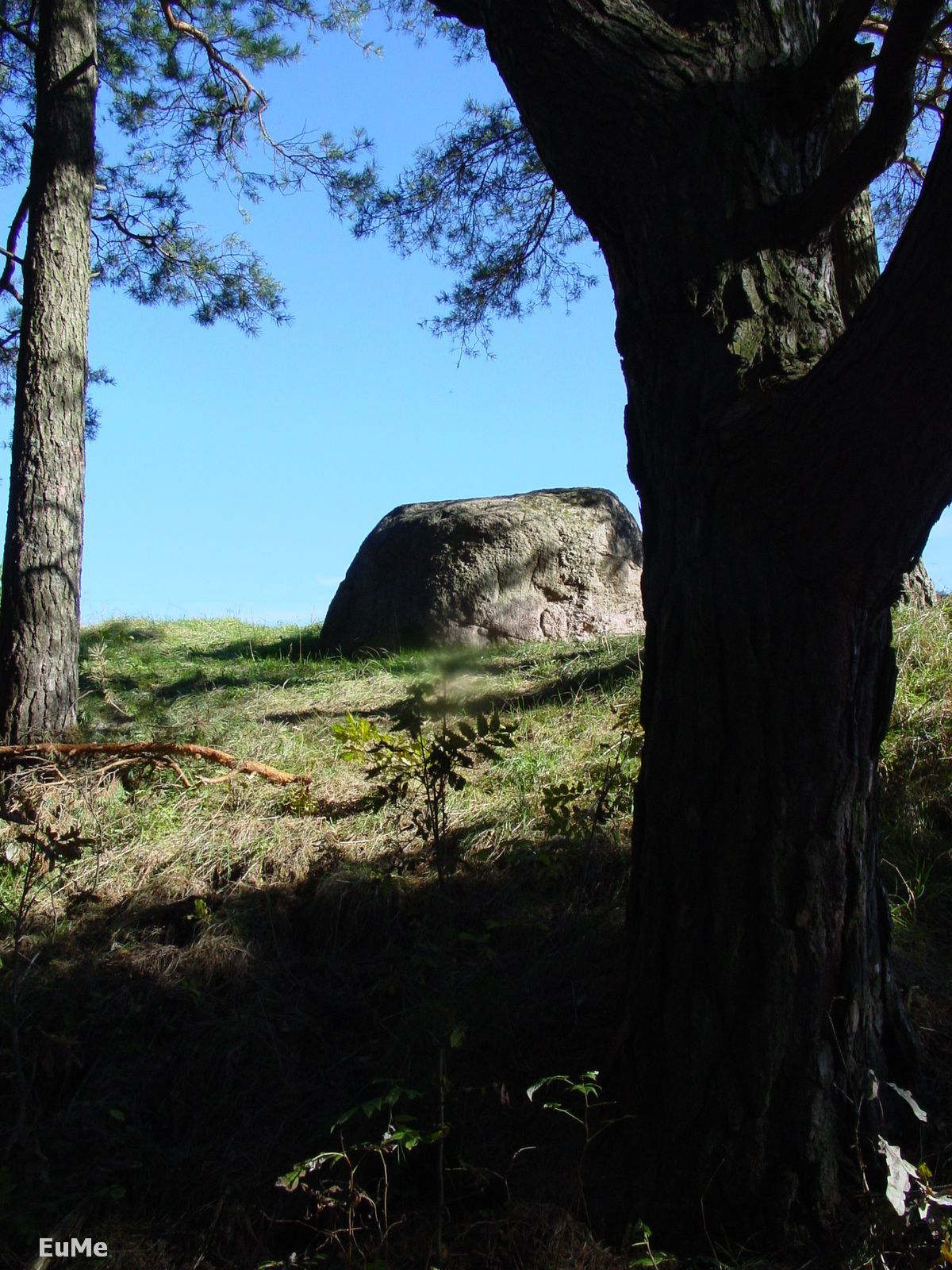
Der Diabelski Kamień (Teufelsstein), Naturdenkmal bei Jakunówko (Jakunowken/Jakunen)

Jakunówko liegt östlich des Sees Krumme Kutte (polnisch Jezioro Krzywa Kuta) im Nordosten der Woiwodschaft Ermland-Masuren. Die Kreisstadt Węgorzewo (Angerburg) ist 17 Kilometer in nordwestlicher Richtung entfernt.

## Geschichte
Das Gründungsdatum des seinerzeit Glodowen genannten Dorfes ist der 12. Oktober 1566. Der Ortsname veränderte sich in Willamowen (nach 1785), Jackunowken (nach 1871) und Jakunowken (bis 1938). Es handelte sich seinerzeit um das größte Dorf im Kirchspiel Kutten (polnisch: Kuty). Unter den Einwohnern waren viele Forstarbeiter und Fischer. Sie lebten in 96 Häusern mit 97 Haushaltungen.
Das Dorf wurde ehedem als „anmutig und freundlich“ beschrieben. Die Bauernhöfe waren alle von Baumgärten umgeben. Mitten im Dorf befand sich ein fischreicher See. Im Laufe der Geschichte haben Wasser und Feuer zahlreiche Verwüstungen angerichtet. 1844 wurde das kleine Flüsschen, das Jakunowken durchzieht, zum reißenden Strom, der viele Gemüsegärten und den kleinen See mit einer 2 bis 3 Fuß hohen Schlammschicht überzog. In den Jahren 1868 bis 1869 gab es vier, 1879 zwei Brände. 1883 brannten vier Häuser ab. Weitere Brände folgten 1884, 1885 und 1886. Am Silvesterabend 1866 ereignete sich ein großes Unglück, als an der Überfahrt bei Eschenort (polnisch Jasieniec) sieben Fischer aus Jakunowken, die bei Kruglanken (Kruklanki) gefischt hatten, ertranken und 30 Waisen hinterließen.
Von 1874 bis 1945 war Jakunowken in den Amtsbezirk Kutten eingegliedert, der zum Kreis Angerburg im Regierungsbezirk Gumbinnen der preußischen Provinz Ostpreußen gehörte.
In Jakunowken mit der Ortschaft Jakunowkenberg (1938 bis 1945 Jakunenberg, polnisch Jakunowska Góra) waren im Jahre 1910 insgesamt 704 Einwohner registriert. Ihre Zahl stieg bis 1925 auf 728, betrug 1933 schon 804 und belief sich 1939 noch auf 749.
Am 3. Juni 1938 wurde Jakunowken in „Jakunen“ umbenannt. In Kriegsfolge kam das Dorf 1945 mit dem südlichen Ostpreußen zu Polen und trägt seitdem die polnische Ortsbezeichnung „Jakunówko“. Heute ist das Dorf ein Schulzenamt (polnisch sołectwo), das für Jakunówko und Jakunowska góra zuständig ist und zum Verbund der Landgemeinde Pozezdrze (Possessern, 1938 bis 1945 Großgarten) im Powiat Węgorzewski (Kreis Angerburg) gehört, vor 1998 der Woiwodschaft Suwałki, seither der Woiwodschaft Ermland-Masuren zugeordnet.

## Religion
Bis 1945 war Jakunowken einerseits in die evangelische Kirche Kutten in der Kirchenprovinz Ostpreußen der Kirche der Altpreußischen Union, andrerseits in die katholische Kirche Zum Guten Hirten in Angerburg im damaligen Bistum Ermland eingepfarrt.
Heute gehört Jakunówko zur katholischen Pfarrei Kuty im jetzigen Bistum Ełk (Lyck) der Römisch-katholischen Kirche in Polen, andrerseits zur evangelischen Kirchengemeinde in Węgorzewo (Angerburg), einer Filialgemeinde der Pfarrei Giżycko (Lötzen) in der Diözese Masuren der Evangelisch-Augsburgischen Kirche in Polen.

## Schule
Eine Schule wurde in Jakunowken 1737 gestiftet. Erster Lehrer war Thomas Doron. Es amtierten hier bis zu drei Lehrer gleichzeitig, zuletzt die Lehrerinnen Dembowski, Müller und Hoyer. Das letzte Schulgebäude war das frühere Wohngebäude des Landwirts Dembowski. Es wurde 1877 für 4500 Mark angekauft.

## Verkehr
Jakunówko liegt am Ende einer Nebenstraße, die von der Kreisstadt Węgorzewo über Stręgiel (Groß Strengeln) und Kuty (Kutten) hierher führt. Außerdem verläuft eine Nebenstraße von Kruklanki (Kruglanken) kommend und nach Banie Mazurskie (Benkheim) führend durch den Ort. Eine Bahnanbindung gibt es nicht.